# Burg Vlčtejn

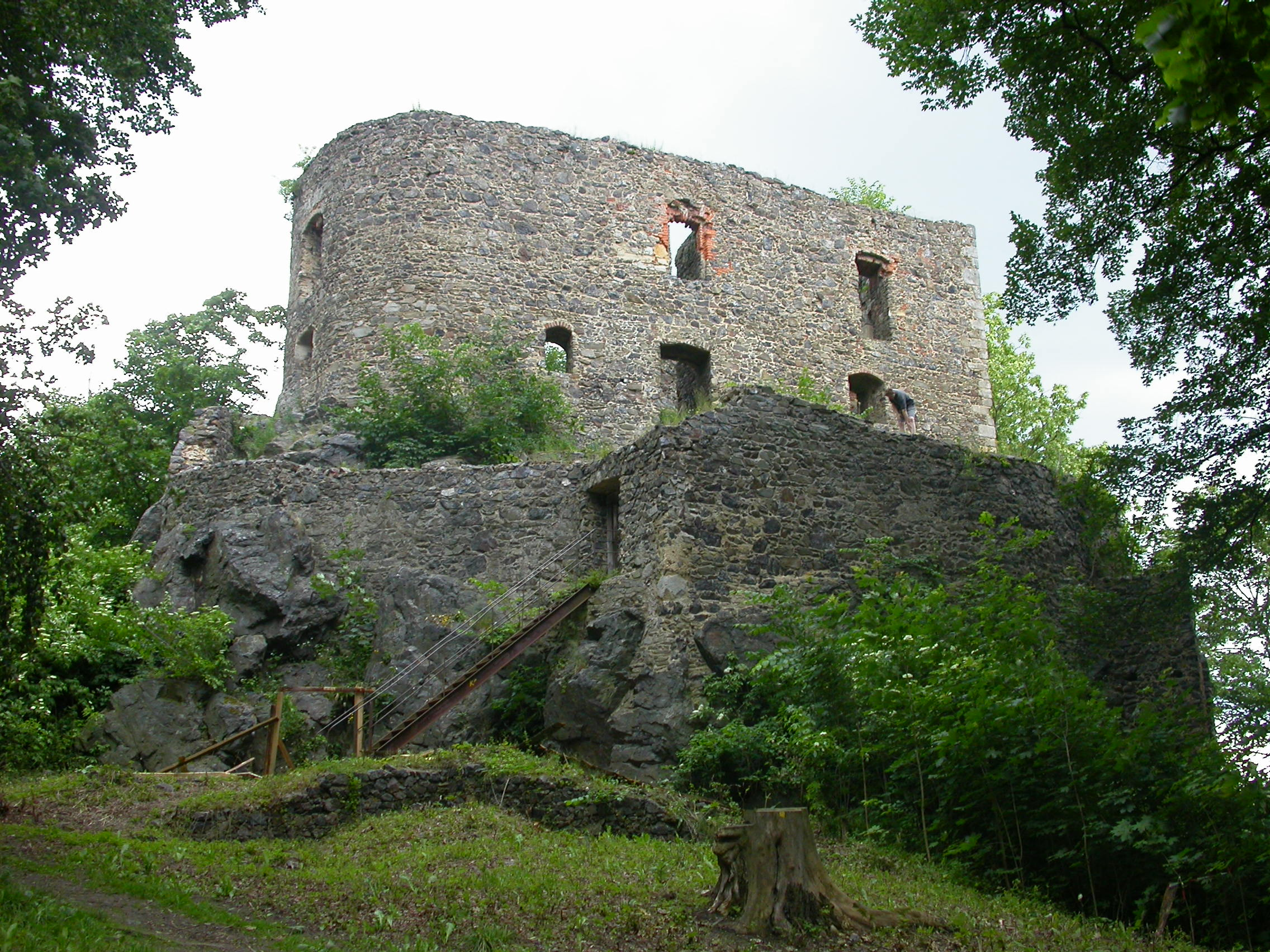
Burg Vlčtejn

Die Burg Vlčtejn (auch Vildštejn, deutsch Wildstein) ist eine Burgruine in der gleichnamigen Gemeinde Vlčtejn, etwa 15 km südlich von Pilsen in Tschechien.

## Geschichte
Der Adelssitz wurde 1284 erstmals indirekt erwähnt (Holenus de Wilenstayn). Vor 1360 kam die Burg in den Besitz der Rosenberger. Diese bauten die Burg um und gaben ihr ihre heutige Gestalt. Im Jahre 1421 wurde die Burg von einem hussitischen Heer unter Jan Žižka eingenommen. 1450 wurde auf der Burg ein Abkommen zwischen Georg von Podiebrad und der geschlagenen Strakonitzer Union unterzeichnet.
Bis in das 17. Jahrhundert war die Burg bewohnt, am Ende des Jahrhunderts verfiel sie. Im Jahr 1822 wurde der Palas neu überdacht, verfiel aber in Kürze wieder. Die Vorburg wurde 1824 als Baumaterial abgetragen.

## Beschreibung
Vlčtejn ist eine kleine Adelsburg. Das Hauptgebäude der Anlage ist ein kleiner, auf einem Felssporn stehender Palas, zugänglich durch ein turmartiges Torgebäude. In der Vorburg befand sich wahrscheinlich nur ein einziges größeres Gebäude. Die Burg war von einer doppelten Befestigungs- und Grabenanlage umkreist.
Die Burgruine ist frei zugänglich.